# RNDIS
RNDIS (Remote Network Driver Interface Specification) — варіант віртуального Ethernet-протоколу поверх інтерфейсу USB, який є власністю компанії Microsoft.
Специфікація інтерфейсу мережного драйвера RNDIS розглядається як один з претендентів на використання у стандартизованій системі солдат НАТО для підтримки передачі даних за протоколом Ethernet поверх USB-шини.
RNDIS також реалізований в тактичній версії смартфону Samsung Galaxy S9.